# Jiangsu Zuqiu Julebu
Lo Jiangsu Zuqiu Julebu (江苏足球俱乐部S, Jiāngsū Zúqiú JùlèbùP; a volte tradotto con Jiangsu Football Club), meglio noto come Jiangsu e precedentemente conosciuto come Jiangsu Suning è stata una società calcistica cinese con sede nella città di Nanchino.

## Denominazione
- Dal 1958 al 1993: Jiangsu Sheng Nanzi Zuqiu Dui (江苏省男子足球队S; Jiangsu Province Football Team)
- Nel 1994: Jiangsu Maite Zuqiu Julebu (江苏迈特足球俱乐部S; Jiangsu Maint Football Club)
- Nel 1995: Jiangsu Zuqiu Dui (江苏足球队S; Jiangsu Football Team)
- Dal 1996 al 1997: Jiangsu Jinling Shihua Jiajia Zuqiu Julebu (江苏金陵石化加佳足球俱乐部S; Jiangsu Jinling Petrochemical Gige Football Club)
- Nel 1998: Jiangsu Jiajia Yipin Mei Dui (江苏加佳一品梅队S; Jiangsu Gige Yipin Mei Team)
- Nel 1999: Jiangsu Jiajia Tianrun Dui (江苏加佳天润队S; Jiangsu Gige Tianrun Team)
- Dal 2000 al 2014: Jiangsu Shuntian Zuqiu Julebu (江苏舜天足球俱乐部S; Jiangsu Sainty Football Club)
- Dal 2014 al 2015: Jiangsu Guoxin Shuntian Zuqiu Julebu (江苏国信舜天足球俱乐部S; Jiangsu Guoxin-Sainty Football Club)
- Dal 2015 al 2020: Jiangsu Suning Zuqiu Julebu (江苏苏宁足球俱乐部S; Jiangsu Suning Football Club)
- Nel 2021: Jiangsu Zuqiu Julebu (江苏足球俱乐部S; Jiangsu Football Club)

## Storia
La squadra fu fondata originariamente nel 1958 con il nome Jiangsu Province Football Team. Lo Jiangsu Maint Football Club (una delle denominazioni assunte dal club nel corso degli anni successivi) fu una delle squadre fondatrici della prima stagione calcistica professionistica cinese del 1994, la Jia-A League. Nel campionato 2012 lo Jiangsu Sainty Football Club ottenne il secondo posto, che rappresentava il miglior piazzamento fino a quel momento della sua storia. Nel 2015 la squadra vinse la Coppa della Cina con Dan Petrescu in panchina e si qualificò alla Champions League asiatica del 2016.
Il 21 dicembre 2015 il club fu acquistato per 73 milioni di euro da Suning Appliance Group, una consociata di Suning Holdings Group, la holding company di proprietà dell'imprenditore Zhang Jindong. Dopo l'acquisto, Suning Appliance Group cambiò il nome del club da Jiangsu Sainty Football Club a Jiangsu Suning Football Club. Nel gennaio 2016 lo Jiangsu Suning spese ingenti cifre sul calciomercato per rinforzare la squadra: fu ingaggiato per 50 milioni di euro il calciatore brasiliano Alex Teixeira dallo Shakhtar Donetsk e per 28 milioni il nazionale brasiliano Ramires dal Chelsea, più altri giocatori per una spesa complessiva superiore ai 100 milioni di euro in una singola sessione. Grazie anche ai nuovi acquisti, la squadra ottenne il secondo posto nel campionato 2016. Nel campionato successivo i risultati furono inferiori alle aspettative e l'11 giugno 2017 venne chiamato Fabio Capello sulla panchina dello Jiangsu Suning; l'allenatore italiano scelse Gianluca Zambrotta e Cristian Brocchi come assistenti. Nonostante le difficoltà, Capello condusse la squadra alla salvezza. Il 28 marzo 2018, dopo appena tre partite del campionato 2018 (in cui aveva totalizzato una vittoria e due sconfitte), Capello decise di risolvere consensualmente il proprio contratto e venne sostituito da Cosmin Olăroiu. Nel 2020 il Jiangsu Suning di Olăroiu vinse per la prima volta il campionato cinese, battendo in finale il Guangzhou Evergrande.
Il 28 febbraio 2021, attraverso un comunicato, il club comunicò la sospensione di tutte le attività della società a causa di difficoltà finanziarie.

## Strutture

### Stadio

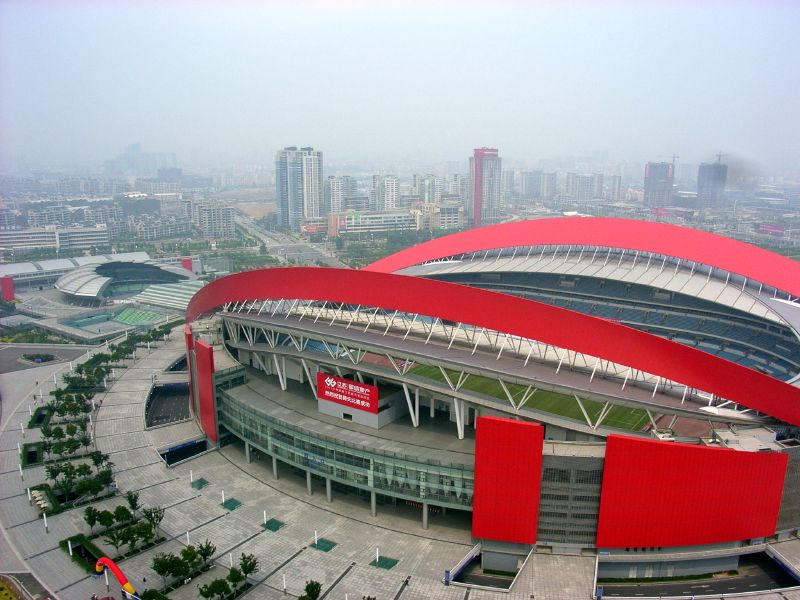
Il Centro sportivo olimpico di Nanchino

Lo stadio ufficiale del club era il Centro sportivo olimpico di Nanchino. Completato nel 2005, è dotato di 62 000 posti a sedere. È stata la sede della seconda edizione dei Giochi olimpici giovanili estivi, svoltisi a Nanchino nel 2014.

## Palmarès

### Competizioni nazionali
- Campionato cinese: 1

2020
- Coppa della Cina: 1

2015
- Supercoppa di Cina: 1

2013

### Altri piazzamenti
- China League One:

Promozione: 1993, 2008
- China League Two:

Promozione: 1965, 1987, 1997
- Coppa della Cina:

Finalista: 2014, 2016, 2020
- Supercoppa di Cina:

Finalista: 2016, 2017